# Tetragnatha maxillosa
Tetragnatha maxillosa är en spindelart som beskrevs av Tord Tamerlan Teodor Thorell 1895. Tetragnatha maxillosa ingår i släktet sträckkäkspindlar, och familjen käkspindlar. Inga underarter finns listade i Catalogue of Life.